# Coupe du monde masculine espoirs de hockey sur gazon
La Coupe du monde masculine de hockey sur gazon des moins de 21 ans, anciennement connue sous le nom de Coupe du monde de hockey sur gazon espoirs, est une compétition internationale de hockey sur gazon organisée par la Fédération internationale de hockey (FIH). Le tournoi a débuté en 1979. Depuis 1985, il a lieu tous les quatre ans. Les concurrents doivent être âgés de moins de 21 ans au 31 décembre de l'année précédant la tenue du tournoi.
Il y a aussi un événement correspondant pour les équipes des moins de 21 ans féminines. Cette compétition a débuté en 1989 et utilise le même format que l'épreuve masculine.
Cinq pays ont dominé l'histoire de l'événement. L'Allemagne est l'équipe la plus titrée, ayant remporté le tournoi six fois, suivie de l'Inde, ayant remporté le tournoi deux fois. L'Argentine, le Pakistan et l'Australie ont chacun remporté le tournoi une fois.
Le tournoi 2009 a eu lieu conjointement entre la Malaisie et Singapour, l'Allemagne battant les Pays-Bas 3-1 en finale. Le tournoi 2013 s'est déroulé en Inde du 2 au 17 novembre 2013. L'Allemagne a remporté la finale pour la 6e fois, un record, en battant la France 5-2. La France a remporté sa toute première médaille dans le tournoi en remportant l'argent après avoir perdu contre l'Allemagne.
L'édition 2016 a eu lieu du 8 au 18 décembre 2016 à Lucknow, en Inde, l'Inde battant la Belgique 2-1 en finale. L'Inde est également devenue le premier pays hôte à remporter la Coupe du monde des moins de 21 ans. L'Inde est également la première et la seule nation à remporter un quelconque type de médaille en coupe du monde junior en tant qu'hôte.

## Format
La Coupe du monde de hockey sur gazon espoirs comprend une étape de qualification et une étape de tournoi final. Toutes les équipes participantes au tournoi final jouent dans le tournoi de qualification.

### Qualification
Toutes les équipes qui souhaitent se qualifier pour le tournoi final jouent dans les championnats continentaux des moins de 21 ans concernés. Chaque fédération continentale reçoit au moins deux places pour les finales et la FIH détermine quelles fédérations recevront des places supplémentaires.

### Tournoi final
Le tournoi final présente les champions continentaux et d'autres équipes qualifiées. Lors du tournoi de 2009, les équipes ont joué une phase de tournoi toutes rondes, les deux meilleures équipes de chaque poule se qualifiant pour une ronde des médailles et les équipes restantes jouant pour les positions de classification. La composition des poules est déterminée sur la base des classements mondiaux actuels.

## Résultats

### Résumé
| Édition | Lieu                  | Champion             | Vice-champion        | Troisième place | Quatrième place  |
| ------- | --------------------- | -------------------- | -------------------- | --------------- | ---------------- |
| 1979    | Versailles            | Pakistan             | Allemagne de l'Ouest | Pays-Bas        | Malaisie         |
| 1982    | Kuala Lumpur          | Allemagne de l'Ouest | Australie            | Pakistan        | Malaisie         |
| 1985    | Vancouver             | Allemagne de l'Ouest | Pays-Bas             | Pakistan        | Australie        |
| 1989    | Ipoh                  | Allemagne de l'Ouest | Australie            | Pakistan        | Corée du Sud     |
| 1993    | Terrassa              | Allemagne            | Pakistan             | Australie       | Pays-Bas         |
| 1997    | Milton Keynes         | Australie            | Inde                 | Allemagne       | Angleterre       |
| 2001    | Hobart                | Inde                 | Argentine            | Allemagne       | Angleterre       |
| 2005    | Rotterdam             | Argentine            | Australie            | Espagne         | Inde             |
| 2009    | Johor Bahru Singapour | Allemagne            | Pays-Bas             | Australie       | Nouvelle-Zélande |
| 2013    | New Delhi             | Allemagne            | France               | Pays-Bas        | Malaisie         |
| 2016    | Lucknow               | Inde                 | Belgique             | Allemagne       | Australie        |
| 2021    | Bhubaneswar           | Argentine            | Allemagne            | France          | Inde             |
| 2023    | Kuala Lumpur          |                      |                      |                 |                  |

### Performances des équipes nationales
| Équipe           | Champion                               | Vice-champion        | Troisième place      | Quatrième place       |
| ---------------- | -------------------------------------- | -------------------- | -------------------- | --------------------- |
| Allemagne        | 6 (1982, 1985, 1989, 1993, 2009, 2013) | 2 (1979, 2021)       | 3 (1997, 2001, 2016) |                       |
| Inde             | 2 (2001, 2016*)                        | 1 (1997)             |                      | 2 (2005, 2021*)       |
| Argentine        | 2 (2005, 2021)                         | 1 (2001)             |                      |                       |
| Australie        | 1 (1997)                               | 3 (1982, 1989, 2005) | 2 (1993, 2009)       | 2 (1985, 2016)        |
| Pakistan         | 1 (1979)                               | 1 (1993)             | 3 (1982, 1985, 1989) |                       |
| Pays-Bas         |                                        | 2 (1985, 2009)       | 2 (1979, 2013)       | 1 (1993)              |
| France           |                                        | 1 (2013)             | 1 (2021)             |                       |
| Belgique         |                                        | 1 (2016)             |                      |                       |
| Espagne          |                                        |                      | 1 (2005)             |                       |
| Malaisie         |                                        |                      |                      | 3 (1979, 1982*, 2013) |
| Angleterre       |                                        |                      |                      | 2 (1997*, 2001)       |
| Corée du Sud     |                                        |                      |                      | 1 (1989)              |
| Nouvelle-Zélande |                                        |                      |                      | 1 (2009)              |

* = pays hôte

### Équipes apparues
| Équipe           | 1979 | 1982 | 1985 | 1989 | 1993 | 1997 | 2001 | 2005 | 2009 | 2013 | 2016 | 2021 | 2023 | Total |
| ---------------- | ---- | ---- | ---- | ---- | ---- | ---- | ---- | ---- | ---- | ---- | ---- | ---- | ---- | ----- |
| Allemagne        | 2e   | 1er  | 1er  | 1er  | 1er  | 3e   | 3e   | 6e   | 1er  | 1er  | 3e   | 2e   |      | 12    |
| Pays-Bas         | 3e   | 6e   | 2e   | 9e   | 4e   | 7e   | 8e   | 5e   | 2e   | 3e   | 7e   | 5e   |      | 12    |
| Malaisie         | 4e   | 4e   | 10e  | 6e   | 11e  |      | 12e  | 10e  | 12e  | 4e   | 11e  | 8e   | Q    | 12    |
| Argentine        | 6e   |      | 7e   | 5e   | 6e   | 6e   | 2e   | 1er  | 6e   | 11e  | 5e   | 1er  |      | 11    |
| Espagne          | 9e   | 7e   |      | 8e   | 7e   | 8e   | 5e   | 3e   | 8e   | 13e  | 6e   | 7e   |      | 11    |
| Pakistan         | 1er  | 3e   | 3e   | 3e   | 2e   | 5e   |      | 7e   | 5e   | 9e   |      | 11e  |      | 10    |
| Inde             | 5e   | 5e   | 5e   |      |      | 2e   | 1er  | 4e   | 9e   | 10e  | 1er  | 4e   |      | 10    |
| Australie        |      | 2e   | 4e   | 2e   | 3e   | 1er  | 6e   | 2e   | 3e   | 5e   | 4e   |      |      | 10    |
| Angleterre       |      |      | 6e   | 7e   | 5e   | 4e   | 4e   | 9e   | 16e  | 14e  | 8e   |      |      | 9     |
| Égypte           |      |      | 12e  | 10e  | 12e  | 9e   |      | 12e  | 14e  | 15e  | 15e  | 16e  |      | 9     |
| Corée du Sud     |      |      |      | 4e   | 9e   |      | 7e   | 8e   | 7e   | 8e   | 14e  | 10e  |      | 8     |
| Belgique         |      |      | 11e  |      |      | 12e  |      | 11e  | 11e  | 6e   | 2e   | 6e   |      | 7     |
| Chili            | 12e  |      | 14e  |      |      |      | 15e  | 15e  | 17e  |      |      | 14e  |      | 6     |
| Canada           |      | 8e   | 13e  |      |      |      | 16e  |      |      | 16e  | 16e  | 13e  |      | 6     |
| Afrique du Sud   |      |      |      |      |      |      | 11e  | 13e  | 15e  | 12e  | 10e  | 9e   |      | 6     |
| France           | 7e   |      | 8e   |      |      |      | 10e  |      |      | 2e   |      | 3e   |      | 5     |
| Nouvelle-Zélande |      | 10e  |      |      |      |      | 9e   |      | 4e   | 7e   | 9e   |      |      | 5     |
| Singapour        | 11e  | 11e  |      |      |      |      |      |      | 19e  |      |      |      |      | 3     |
| États-Unis       |      |      |      | 11e  |      |      |      |      | 20e  |      |      | 15e  |      | 3     |
| Japon            |      |      |      |      |      | 11e  |      |      | 13e  |      | 13e  |      |      | 3     |
| Pologne          |      |      |      |      |      |      |      | 14e  | 10e  |      |      | 12e  |      | 3     |
| Irlande          | 8e   |      |      |      |      |      | 14e  |      |      |      |      |      |      | 2     |
| Cuba             |      |      |      |      | 8e   | 10e  |      |      |      |      |      |      |      | 2     |
| Écosse           |      |      |      |      | 10e  |      | 13e  |      |      |      |      |      |      | 2     |
| Ghana            | 10e  |      |      |      |      |      |      |      |      |      |      |      |      | 1     |
| Kenya            |      | 9e   |      |      |      |      |      |      |      |      |      |      |      | 1     |
| Zimbabwe         |      |      | 9e   |      |      |      |      |      |      |      |      |      |      | 1     |
| Union soviétique |      |      |      | 12e  |      |      |      |      |      |      |      |      |      | 1     |
| Mexique          |      |      |      |      |      |      |      | 16e  |      |      |      |      |      | 1     |
| Russie           |      |      |      |      |      |      |      |      | 18e  |      |      |      |      | 1     |
| Autriche         |      |      |      |      |      |      |      |      |      |      | 12e  |      |      | 1     |
| Total            | 12   | 11   | 14   | 12   | 12   | 12   | 16   | 16   | 20   | 16   | 16   | 16   | 16   |       |